# SMS G 40
G 40 – niemiecki niszczyciel z okresu I wojny światowej. Czwarta jednostka typu G 37. Okręt wyposażony w trzy kotły parowe opalane ropą. Zapas paliwa 299 ton. G 38 był jednym z okrętów internowanych w Scapa Flow i podobnie jak inne jednostki niemieckie zgromadzone w tej bazie został zatopiony przez własną załogę 21 czerwca 1919 roku. Wrak okrętu został podniesiony i zezłomowany w 1929 roku.